# Воробйово (Калузька область)
Воробйово (рос. Воробьёво) — присілок в Малоярославецькому районі Калузької області Російської Федерації.
Населення становить 532 особи. Входить до складу муніципального утворення Присілок Воробйово.

## Історія
Від 2004 року входить до складу муніципального утворення Присілок Воробйово.

## Населення
| 2002 | 2010 |
| ---- | ---- |
| 515  | ↗532 |